# Шеста српска бригада НОВЈ
Шеста српска бригада НОВЈ формирана је 16. јануара 1944. године у селу Ображда, код Бојника под називом Четврта јужноморавска бригада. У њен састав су ушли Кукавички, Пасјачки и Јабланички батаљон Првог јужноморавског НОП одреда, укупно око 700 бораца.

## Борбени пут бригаде
У јануару је водила борбе са деловима бугарског 133. пука код села Добротића и са деловима бугарске 27. дивизије на путу Лесковац-Лебане. У фебруару је код села Јошанице разбила делове Топличког корпуса ЈВуО, а у марту учествовала у борбама против четничке Расинско-топличке групе корпуса. Преименована је у Шесту српску бригаду 7. маја 1944. године, а од 20. маја учествовала је у операцијама 22. српске дивизије НОВЈ, у чијем је саставу била до 1. септембра 1944, кад је расформирана и њеним људством попуњене Четврта и Пета српска бригада. Поновно је формирана као Шеста српска бригада у селу Буцима 17. септембра, у саставу од четири батаљона са око 750 бораца. Била је у саставу Друге пролетерске дивизије. Расформирана је половином марта 1945. године. Указом Председника ФНРЈ од 22. децембра 1961. одликована је Орденом заслуга за народ са златном звездом.